# 大科济诺
大科济诺（羅馬化：Bolʹshoye Kozino）是俄罗斯下诺夫哥罗德州的市级镇，属巴拉赫纳区，地处下诺夫哥罗德州中西部，位于伏尔加河一支流佩拉河（Пыра）畔，在区行政中心巴拉赫纳东南、州府下诺夫哥罗德西北方。镇内设有铁路车站科济诺站。
该地2021年人口有6,838人；2010年人口5,902；2002年人口5,664；1989年人口6,785。